# Helmut Holzer
Helmut Holzer (* 14. Juni 1921 in Neuenbürg im Schwarzwald; † 22. August 1997 in Freiburg im Breisgau) war ein deutscher Biochemiker.

## Leben
Holzer war ab 1945 ein Schüler von Feodor Lynen in München. Danach war er Privatdozent an der Universität München und (nach Umhabilitierung 1954) am Physiologisch-Chemischen Institut der Universität Hamburg am Universitätskrankenhaus Eppendorf. 1956 war er zunächst kommissarischer Lehrstuhlvertreter und ab 1957 ordentlicher Professor an der Albert-Ludwigs-Universität Freiburg und gleichzeitig Direktor des Instituts für Biochemie und Molekularbiologie (damals das neu gegründete Institut für Physiologische Chemie). 1964 wurde er dort Dekan der Medizinischen Fakultät. 1989 wurde er emeritiert. Er war auch Leiter der Abteilung Enzymchemie der Gesellschaft für Strahlen- und Umweltforschung in Neuherberg.
Holzer war ein Pionier in der Erforschung der Enzymregulierung und untersuchte unter anderem durch Thiaminpyrophosphat (einem Umwandlungsprodukt von Vitamin B1) in der Zelle katalysierte Reaktionen und den Stoffwechsel von Tumorzellen.
1966 erhielt er den Paul-Ehrlich-und-Ludwig-Darmstaedter-Preis und 1975 die Otto-Warburg-Medaille. Von 1972 bis 1997 war er Vorsitzender der Wissenschaftlichen Gesellschaft Freiburg. Er war Mitglied der Heidelberger Akademie der Wissenschaften (1981) und der Leopoldina (1970).
Seit 2012 verleiht die Wissenschaftliche Gesellschaft Freiburg einen Helmut-Holzer-Forschungspreis.